# Irakli Gharibaschwili

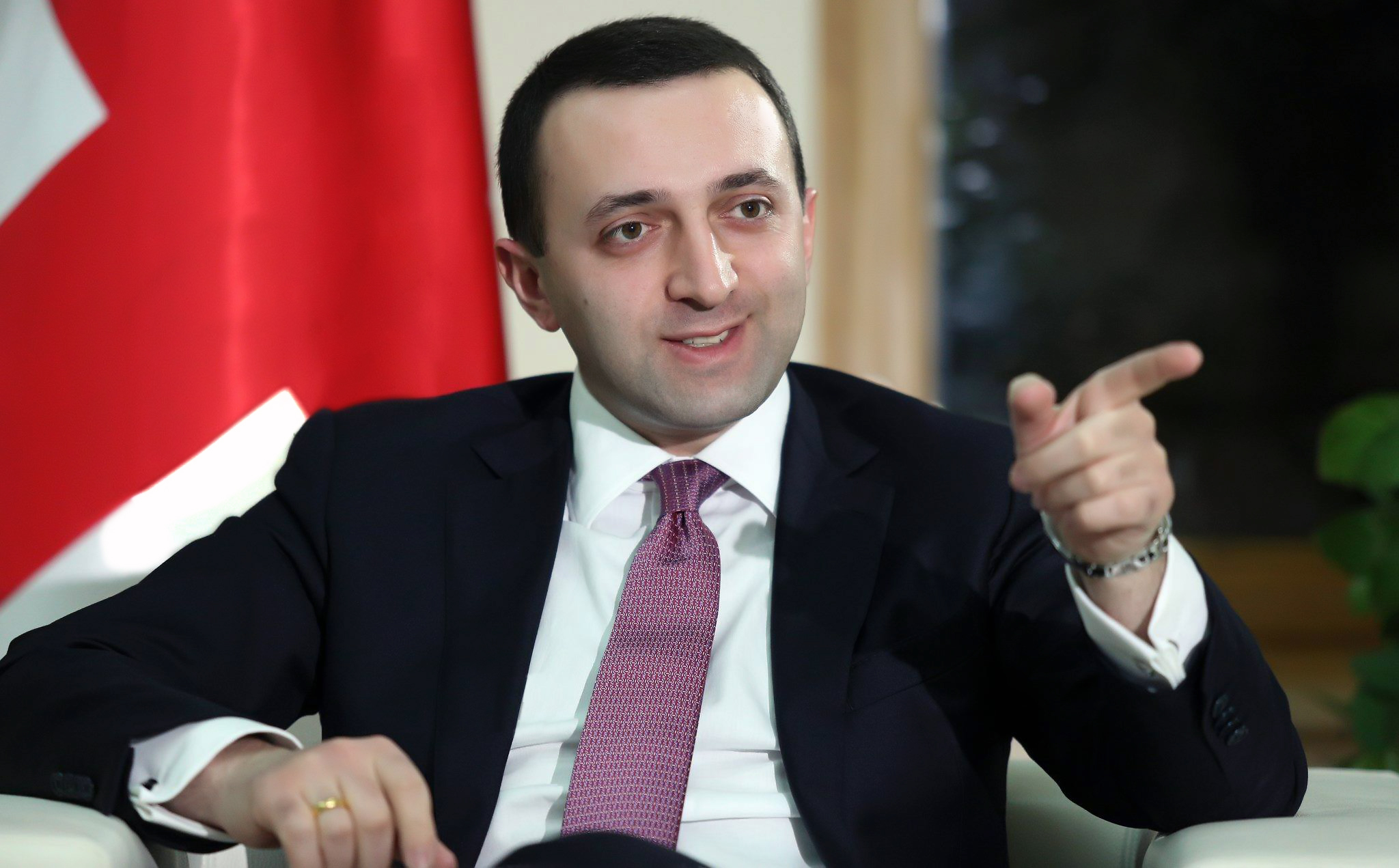
Irakli Gharibaschwili (2013)

Irakli Gharibaschwili (georgisch ირაკლი ღარიბაშვილი; * 28. Juni 1982 in Tbilissi, damals Georgische SSR) ist ein georgischer Politiker. Er war von 2013 bis 2015 und von 2021 bis 2024 Premierminister Georgiens. Seit Februar 2024 ist er Parteivorsitzender der Regierungspartei Georgischer Traum.

## Karriere

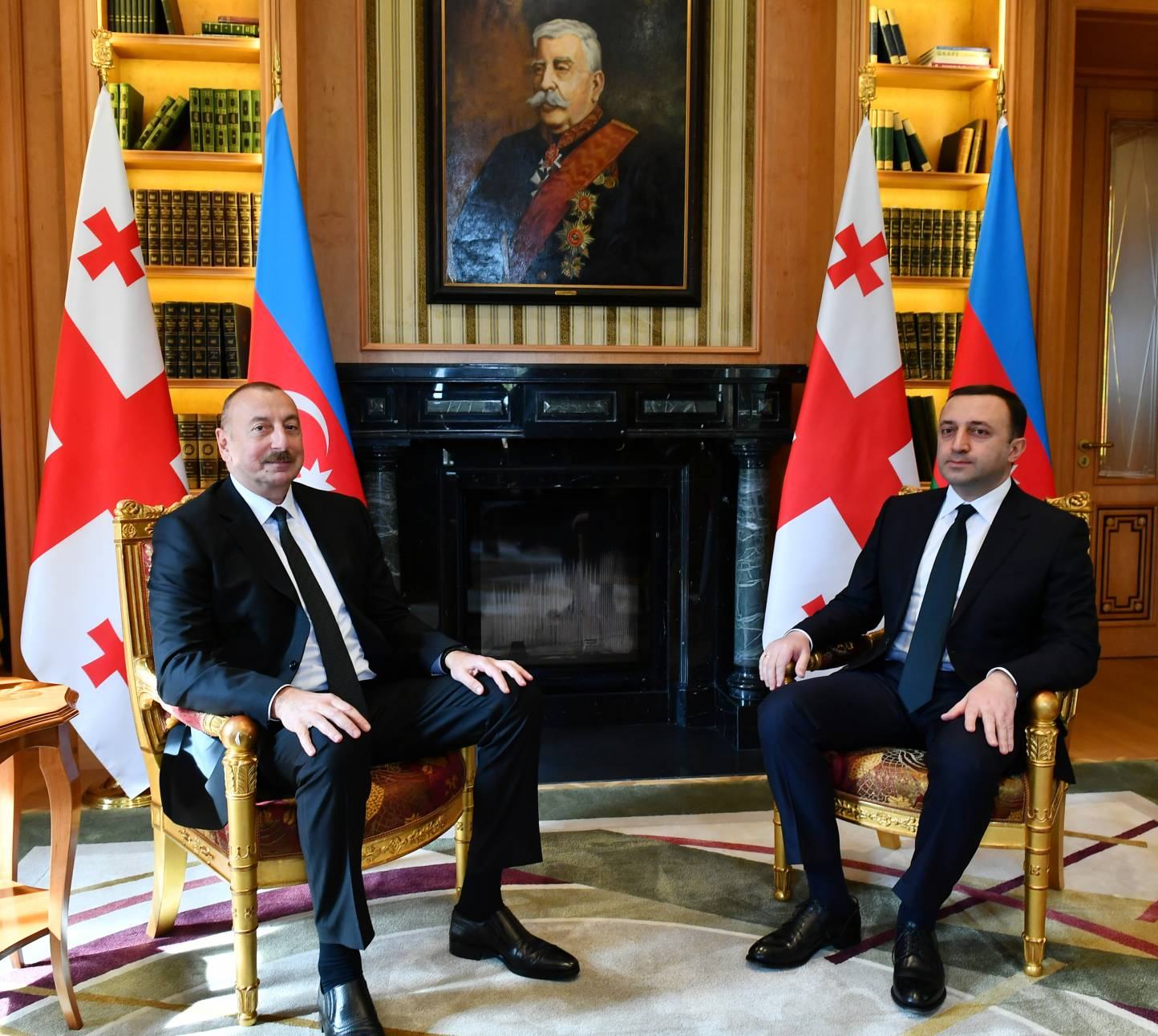
İlham Əliyev und der georgische Premierminister Irakli Gharibaschwili treffen sich zu einem Gespräch unter vier Augen (2022)

Gharibaschwili studierte Internationale Beziehungen an der Staatlichen Universität Tbilissi sowie von 2002 bis 2004 an der Université Paris 1 Panthéon-Sorbonne. Seinen Master erhielt er 2005 an der Staatlichen Universität Tbilissi. Ab 2004 war er in verschiedenen Positionen bei der Cartu Group des georgischen Oligarchen Bidsina Iwanischwili tätig.
2006 war Gharibaschwili persönlicher Vertreter des Honorarkonsuls der Republik San Marino in Georgien. 2012 gehörte er zu den Gründungsmitgliedern der künftigen Regierungspartei „Georgischer Traum“.
Gharibaschwili war nach der Parlamentswahl in Georgien 2012 vom 25. Oktober 2012 bis zum 17. November 2013 Innenminister Georgiens. Vom 20. November 2013 bis zum 24. Dezember 2015 war er Premierminister. Am Tag zuvor hatte er überraschend und ohne Angabe von Gründen seinen Rücktritt bekanntgegeben.
Seit dem 8. September 2019 war er georgischer Verteidigungsminister, nachdem er zwischenzeitlich im privaten Sektor gearbeitet hatte.
Nachdem Premierminister Giorgi Gacharia infolge der Verhaftung des Parteivorsitzenden der Oppositionspartei ENM von seinem Posten zurückgetreten war, wurde er von der Parteispitze des Georgischen Traums erneut für diesen Posten nominiert. Am 22. Februar 2021 wurde er vom Parlament in seiner Funktion bestätigt. Im Jahr 2022 erklärte Gharibaschwili, Georgien werde keine Sanktionen gegen Russland verhängen, weil dies dem georgischen Volk schaden könnte, was bei der Opposition für Unmut sorgte.
Am 29. Januar 2024 erklärte er seinen Rücktritt vom Amt des Premierministers. Am 1. Februar 2024 wählte ihn der Parteirat des Georgischen Traums zum neuen Parteivorsitzenden, er löst damit Irakli Kobachidse ab, der ihm als Regierungschef nachfolgen soll. Irakli Kobachidse trat am 8. Februar 2024 als Nachfolger das Amt des Premierministers von Georgien an.

## Sonstiges
Gharibaschwili ist verheiratet und hat zwei Kinder. Er spricht neben seiner Muttersprache Georgisch auch Englisch, Französisch und Russisch.